# Urs Wild

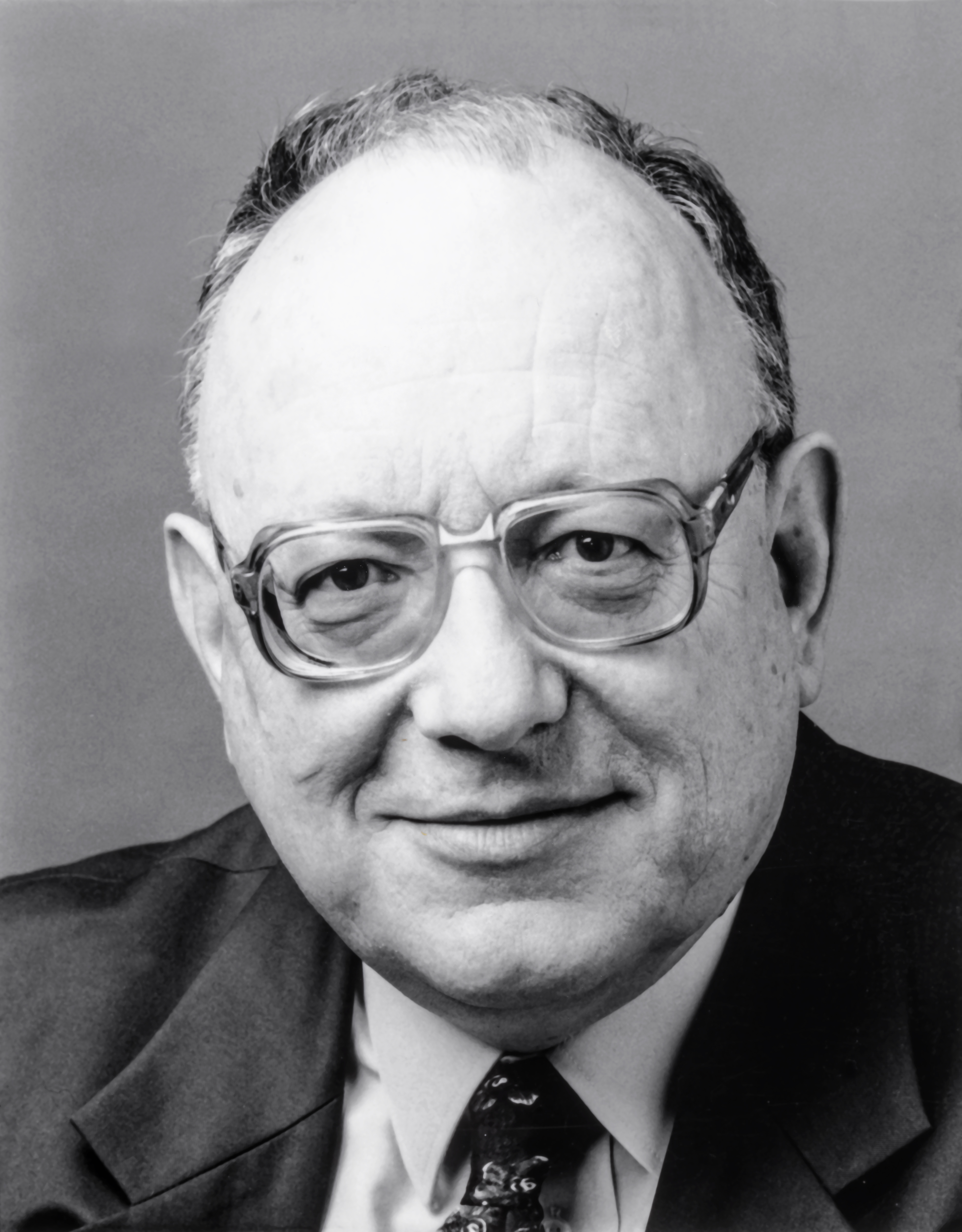
Urs Wild (1997)

Urs Paul Rolf Wild (* 17. April 1936 in Winterthur; † 22. November 2022; heimatberechtigt in Gossau, Winterthur und Zürich) war ein Schweizer Chemiker und Professor für Physikalische Chemie.

## Leben
Urs Wild studierte Chemie an der Eidgenössischen Technischen Hochschule Zürich (ETH Zürich). Nach einem Aufenthalt an der University of Kansas wurde er als akademischer Schüler von Hans H. Günthard (1916–2006) an der ETH Zürich über Blitzlichtphotolyse promoviert. 1972 wurde er zum Assistenzprofessor am Laboratorium für Physikalische Chemie der ETH Zürich gewählt. Ab 1977 war er ausserordentlicher und ab 1984 ordentlicher Professor. Er arbeitete unter anderem mit dem polnischen Physikochemiker Jerzy Sepioł zusammen. Er emeritierte im Jahr 2001.

## Mitgliedschaften und Auszeichnungen
- Pierre Bruylants-Medaille, Université Catholique de Louvain
- Denisyuk-Medaille, Russische Akademie für Optik
- Advisory Professor, Bejing Institute of Technology
- Mitglied, Europäische Akademie der Wissenschaften und Künste[5]
- korrespondierendes Mitglied, Heidelberger Akademie der Wissenschaften[6]

## Publikationen
- mit Dietrich Döpp und Heinz Dürr: Triplet States II (= Topics in Current Chemistry. Band 55). Springer, Berlin 1975, ISBN 3-540-07197-0.